# 三田誠
三田 誠（さんだ まこと、1977年〈昭和52年〉 - ）は、日本の小説家、ゲームデザイナー。兵庫県神戸市出身。同志社大学卒業。

## 経歴
13歳の頃に手に取ったライトノベル『風立ちて“D”』が元で菊地秀行に傾倒し作家を志す。大学に在籍中に『央華封神TCG』制作に手伝わないかと声をかけられ、商業活動を開始し『モンスター・コレクション短編集』に小説を掲載した。デビューは1999年頃で、グループSNEに所属していたが、後に独立。
F.E.A.R.への出向経験もあり、トーキョーN◎VAのサプリメントやギア・アンティークのCDドラマのスタッフにも名を連ねる。
日々の執筆活動に割り当てる時間は3-4時間でほかの時間は構想にあてる。新人の頃には徹夜もよく行っていて3日で200ページ程の執筆し、内2日は徹夜した。『月刊ドラゴンマガジン』の第5回龍皇杯に『スプラッシュ!』で参加している。長期シリーズとなった『レンタルマギカ』では、取材旅行にいった奈良では交通手段に徒歩と自転車のみの使用で疲弊したという。新作の提供にあたっては常に新人のつもりでチャレンジ精神を忘れない心持ちでおり、いずれの作品もカテゴリーはボーイミーツガールだがTRPGでは最強にこだわる作風。魔術考証担当の三輪清宗が三田誠の推論に基づいて提供する資料を『レンタルマギカ』に用い作品の情報量に集約している。
自らを今後の方向性を模索して書き進める「プロデュースタイプ」の作家と評し、自身の適正にあわせて長期の見通しを立てている。同じくライトノベル小説家の成田良悟とは親しい友人関係にある。

## 作品リスト

### 小説
- 精獣戦争（2000年11月 - 2003年2月 角川スニーカー文庫 全5巻）- 原案：安田均
- アンダーヘヴン -Ryo- 翼の境界線（2002年4月 富士見ミステリー文庫）
- スプラッシュ！（2003年4月 - 2004年1月 富士見ファンタジア文庫 全3巻）[3]
- レンタルマギカ（2004年9月 - 2013年4月 角川スニーカー文庫 全23巻＋外伝1巻）[4]
- SCAR/EDGE（2004年11月 - 2007年3月 富士見ファンタジア文庫 全4巻）
- アガルタ・フィエスタ！（2004年12月 - 2007年10月 電撃文庫 全4巻）
- イスカリオテ（2008年11月 - 2011年5月 電撃文庫 全7巻）
- 幻人ダンテ（2010年2月 講談社ノベルス）
- クロス×レガリア（2012年3月 - 2014年9月 角川スニーカー文庫 全8巻）
- ロード・エルメロイII世の事件簿（2014年12月 - 2019年5月 TYPE-MOON BOOKS 全10巻 / 2019年4月 - 2020年12月 角川文庫 全10巻）- 原作：TYPE-MOON
- ケイオスドラゴン 赤竜戦役（2015年7月 - 2015年12月 星海社FICTIONS 全3巻）- 原作：混沌計画
- 創神と喪神のマギウス（2016年2月 - 2016年6月 富士見ファンタジア文庫 全2巻）
- ジンカン 宮内庁神祇鑑定人・九鬼隗一郎（2017年12月 講談社タイガ）
- ロード・エルメロイII世の冒険（2020年12月 - TYPE-MOON BOOKS 既刊10巻）
- 魔女推理（2023年9月 - 新潮文庫nex 既刊2巻）

#### 未単行本化
アンソロジー掲載
- 「月の舞姫」 - 月の舞姫 モンスター・コレクション短編集（2001年9月 富士見ファンタジア文庫）- 編者：安田均
- 「狂う傷」 - 百鬼夜翔 蒼ざめた森の怒り シェアード・ワールド・ノベルズ（2002年9月 角川スニーカー文庫）
- 「たとえ時が経とうとも」 - 神曲奏界ポリフォニカぱれっと（2007年8月 GA文庫）
- 「レンタルマギカ 魔法使いの祝祭」 S RED : ザ・スニーカー100号記念アンソロジー（2014年10月、角川スニーカー文庫）[5]
- 「吸血鬼の恋人」 - 小説 魔法使いの嫁 金糸篇（2017年9月 マッグガーデンノベルス）- 原作：ヤマザキコレ

雑誌掲載
- 「精獣戦争 螺旋は呼ぶ」 - ザ・スニーカー2001年6月号
- 「太陽から墜ちる鴉」 - ファンタジアバトルロイヤル 2001年10月号
- 「スプラッシュ!」 - 月刊ドラゴンマガジン2002年11月号
- 「SCAR/EDGE 烙印よ、死を喰らえ。」 - 月刊ドラゴンマガジン2005年7月号

その他
- 「レンタルマギカ 超スペシャル版 魔法使いがいっぱい!」 - アニメDVD第XII巻限定版 特典[6]

### TRPGリプレイ
- シェヘラザート・テイルズ ゲヘナ・リプレイ（2004年9月 - 2005年3月 ジャイブTRPGシリーズ 全2巻）
- RPF レッドドラゴン（2012年6月 - 2014年6月 星海社FICTIONS 全7巻＋ガイドブック1巻 / 2015年1月 - 2015年7月 星海社文庫 全7巻）

### TRPGリプレイ プレイヤー
- 神曲奏界ポリフォニカRPGリプレイ 時を越えた子守歌 - プレイヤー（ヤワラベ・ティアン）
- 神曲奏界ポリフォニカRPGリプレイ2 貴方と繋がるハーモニー - プレイヤー（ヤワラベ・ティアン）
- ダブルクロス・リプレイ・ストライク - プレイヤー（モルガン・ル・フェイ）
- ダブルクロス The 3rd Edition リプレイ・デザイア - プレイヤー（九鬼）

### 漫画原作

#### オリジナル
- Bestia ベスティア（『月刊少年エース』2018年8月号 - 2021年1月号）- 作画：有坂あこ、構成：みやこかしわ
- よすがシナリオパレェド（『マガジンポケット』2018年6月 - 休載中）- 作画：川崎宙
- 魔法使いの嫁 詩篇.108 魔術師の青（『マンガドア』2019年5月 - 連載中）- 作画：ツクモイスオ、原作：ヤマザキコレ

#### コミカライズ
- レンタルマギカ（「月刊Asuka」2006年8月号 - 2009年9月号連載）- 作画：成宮アキホ
- レンタルマギカ from SOLOMON（「月刊コンプエース」2007年7月号 - 2008年5月号連載）- 作画：MAKOTO2号
- クロス×レガリア（「ファミ通コミッククリア」2013年7月 - 2015年4月連載）- 作画：成家慎一郎
- ロード・エルメロイII世の事件簿（「ヤングエース」2017年11月号 - 連載中）- 作画：東冬

### ゲームシナリオ
- ケイオスドラゴン 混沌戦争（2015年）[7]
- Fate/Grand Order（2019年[8] - ）

## 参考インタビュー
- 三田誠 ラノベの素SPECIAL 『作家・三田誠』 ラノベニュースオンライン 2012年03月06日